# جامعة عبد الله السالم
جامعة عبد الله السالم، جامعة حكومية كويتية.

## تاريخها
أًمِر بإنشاء «جامعة عبد الله السالم» في 4 أغسطس 2019، بنص القانون رقم 76 لسنة 2019، بأمر من أمير دولة الكويت - آنذاك - الشيخ صباح الأحمد الجابر الصباح، إذ جاء في المادة 40 من القانون: «... تنشأ فور نفاذ هذا القانون وبمقتضى أحكامه جامعة حكومية باسم جامعة عبد الله السالم يشكل مجلس إدارتها وفقًا لأحكامه، وتخصص جميع المباني والأراضي والمرافق التابعة لجامعة الكويت القائمة قبل نفاذ هذا القانون لهذه الجامعة، ولا يجوز التنازل عنها إلا لجامعة حكومية بعد موافقة مجلس الجامعات الحكومية».
شُكل مجلس الإدارة التأسيسي لجامعة عبد الله السالم بمرسوم نُشر في الجريدة الرسمية في 27 سبتمبر 2021.